# Walter Gilbert

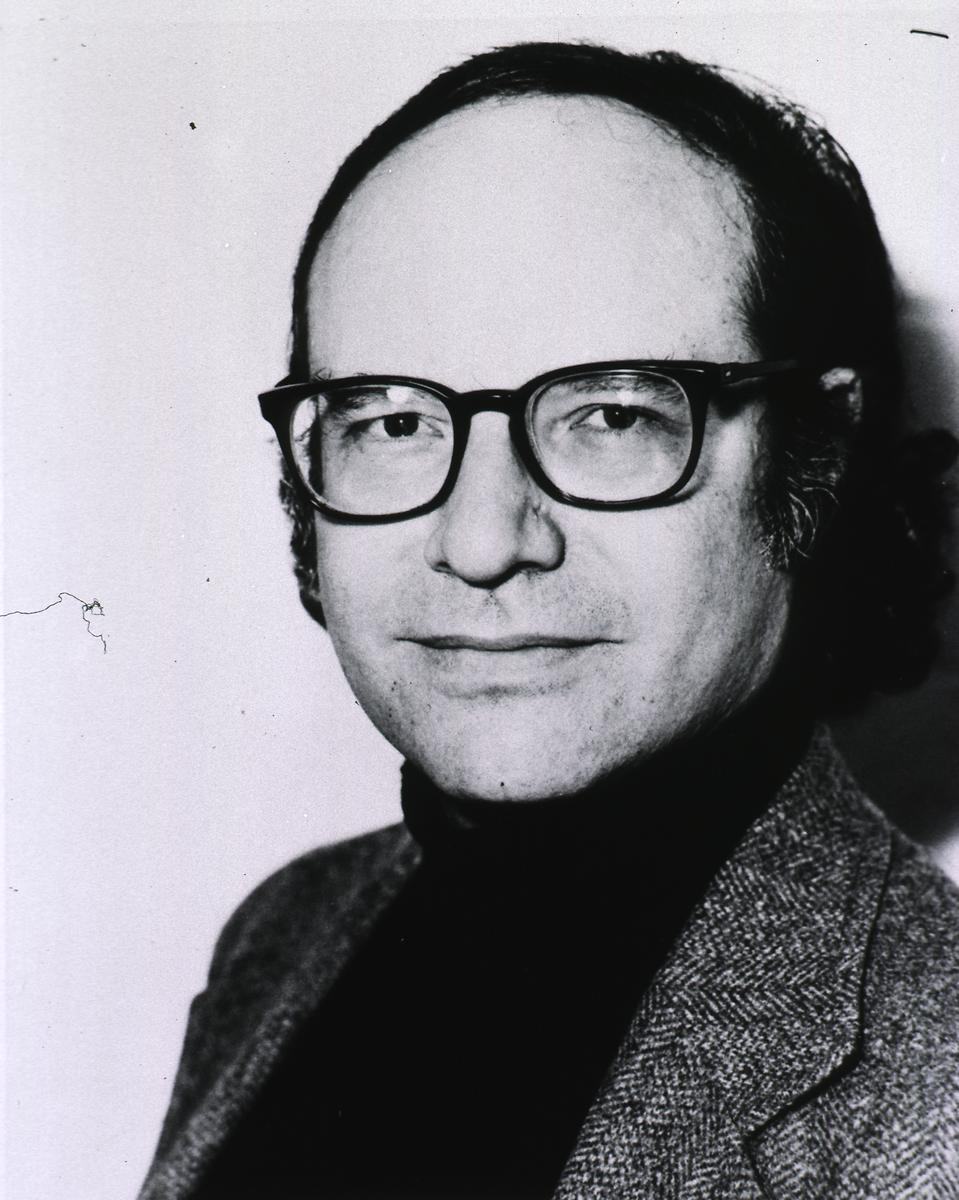
Walter Gilbert

Walter Gilbert (* 21. März 1932 in Boston, Massachusetts) ist ein US-amerikanischer Physiker und Biochemiker. Er gehört zu den Pionieren im Bereich der Molekularbiologie. 1980 erhielt er gemeinsam mit Frederick Sanger und Paul Berg den Nobelpreis für Chemie für Methoden zur Bestimmung der Basensequenz in Nukleinsäuren.

## Leben
Walter Gilbert ist der Sohn einer Kinderpsychologin und eines Wirtschaftswissenschaftlers und studierte an der Harvard University mit dem Bachelor-Abschluss in Chemie und Physik 1953 sowie dem Master-Abschluss in Physik 1954. Danach ging er an die University of Cambridge, an der er 1957 bei Abdus Salam in theoretischer Physik promoviert wurde. Zurück in den USA ging er wieder nach Harvard, wo er Assistent von Julian Schwinger und 1959 Assistant Professor für Physik wurde. Anfang der 1960er Jahre wechselte er das Forschungsgebiet, wurde 1964 Associate Professor für Biophysik und 1968 Professor für Biochemie in Harvard. 1972 wurde er dort American Cancer Society Professor of Molecular Biology.
Er ist im Vorstand des Scripps Research Institute und Vorsitzender der Harvard Society of Fellows. 1977 entwickelte er mit Allan Maxam, seinem Doktoranden, eine neue Methode zur DNA-Sequenzierung (Maxam-Gilbert-Methode). Vor allem dafür erhielt er 1980 den Nobelpreis mit Frederick Sanger, der eine andere DNA-Sequenzierungsmethode entwickelte. Er war am Rennen um die erste gentechnische Herstellung von Insulin beteiligt, in dem aber Genentech siegreich war.
Gilbert propagierte die Existenz von Intronen und Exonen und führte 1978 die Namen Intron und Exon ein. 1986 stellte er die Hypothese vom RNA-Ursprung des Lebens (RNA-Welt-Hypothese), älteren Ideen von Carl Woese (1967) folgend. Er war Mitgründer und jeweils erster Vorsitzender der Biotechnologie-Firmen Biogen und Myriad Genetics.
Er war Mitglied der Group for the Scientific Reappraisal of the HIV-Aids Hypothesis, einer Gruppe von Wissenschaftlern und Wissenschaftlerinnen, die die virale Aids-Erklärung in Frage stellen (siehe auch AIDS-Leugnung), hat jedoch auf Grund der Erfolge der antiviralen Therapie seine Meinung geändert. Außerdem hat er als erster die Ratten-Insulin-cDNA kloniert. 1978 baute er das Insulin-Gen von Ratten in das β-Lactamase-Gen des Bakteriums Escherichia coli ein und konnte gentechnisch Insulin herstellen.
1968 wurde Gilbert mit dem National Academy of Sciences Award in Molecular Biology ausgezeichnet, 1977 mit dem Prix Charles-Léopold Mayer, 1979 mit dem Albert Lasker Award for Basic Medical Research und einem Gairdner Foundation International Award und ebenfalls 1979 mit Louisa Gross Horvitz Preis (mit Frederick Sanger). Er erhielt den Prix Charles-Leopold Mayer der Académie des sciences.
1987 wurde er auswärtiges Mitglied der Royal Society. Er ist Mitglied der American Academy of Arts and Sciences (seit 1968) sowie der National Academy of Sciences (seit 1976), erhielt den Humboldt-Forschungspreis und war Guggenheim Fellow sowie Fellow der American Physical Society (1998). 2002 erhielt er den Biotechnology Heritage Award.